# فيرا ميشالسكي
فيرا ميشالسكي (بالفرنسية: Vera Michalski)‏ هي ناشرة فرنسية وسويسرية، ولدت في 5 نوفمبر 1954 في بازل في سويسرا.